# Грачёвка (Курманаевский район)
Грачёвка  — село, административный центр муниципального образования «сельское поселение Грачёвское» в Курманаевском районе Оренбургской области. Расположено на одноименной речке Грачёвке.

## История
До революции село называлось Александровка-Грачевка и относилось к Андреевской волости Бузулукского уезда Самарской губернии. На 1889 год село состояло из 411 дворов, в нём проживало 3320 жителей обоего пола. Имелась церковь, земская школа, 10 ветряных мельниц. 1 ноября проводилась ярмарка.
В 1939 году Грачёвка — центр сельсовета в 18 км от райцентра Андреевки, имеется одна школа. В то время в Грачевке было две сельхозартели — «имени Кирова» и «имени Политотдела», в 1949 году здесь уже есть отделение связи.